# Nightwish
Nightwish este o formație finlandeză de metal simfonic, fondată în anul 1996 în orașul Kitee. Nightwish a contribuit semnificativ, spre sfârșitul anilor 1990, la creșterea popularității genului de muzică heavy metal cu elemente simfonice
Formația era deja apreciată în Finlanda după lansarea primului single,  „The Carpenter” (1997), dar faima internațională i-a fost asigurată abia după realizarea albumelor Oceanborn (1998) și Wishmaster (2000). Videoclipurile de pe Once, album realizat în 2004, au fost difuzate la MTV în S.U.A., iar piesele figurau pe coloana sonoră a filmelor americane. Albumul Once a vândut peste un milion de exemplare. Cel mai mare hit, „Wish I Had an Angel” (2004), a fost inclus pe coloana sonoră a trei filme pentru a promova turneul din America de Nord. Până la concedierea solistei Tarja Turunen în toamna anului 2005, formația a mai realizat trei single-uri, două videoclipuri pentru album și piesa „Sleeping Sun” de pe compilația Highest Hopes.
Căutările pentru înlocuirea Tarjei, în timpul cărora oricine putea trimite un demo pentru preselecție, s-au terminat în luna mai 2007; la 24 mai formația a anunțat că noua solistă va fi Anette Olzon. În toamna aceluiași an, formația a lansat albumul Dark Passion Play care include piesa de caritate „Eva” și single-ul „Bye Bye Beautiful”.
Nightwish este a treia cea mai bine vandută trupă și entitate muzicală în Finlanda, cu vânzări de aproape 900.000 de copii certificate. Grupul este, de asemenea, trupa finlandeză cu cel mai mare succes la nivel mondial, vânzând mai mult de 8 milioane de albume.De asemenea, Nightwish a primit mai mult de 60 de premii (de aur și de platină), care au lansat cinci albume pe locul 1 și 13 single-uri pe locul 1.

## Istoria formației

### Începutul.
Nightwish a fost ideea lui Tuomas Holopainen, concepută după petrecerea unei nopți cu prietenii la un foc de tabără. Formația s-a format după puțin timp, în iulie 1996. Holopainen invitându-i să se alăture proiectului și pe chitaristul Erno "Emppu" Vuorinen și vocalista Tarja Turunen, renumită la școala pe care ei o frecventau datorită aptitudinilor ei vocale excelente.
Stilul lor la acel moment era bazat pe experimentele lui Holopainen folosind clapele, chitarele acustice și vocea de operă a Tarjei Turunen. Cei trei muzicieni au înregistrat un album demo acustic în decembrie 1996. Pe album figurau trei piese demo: „Nightwish” (de unde vine numele formației), „The Forever Moments” și „Etiäinen”. Prima idee a formației a fost să creeze muzică de genul celei care este cântată în jurul focurilor de tabără. Oricum, Holopainen a decis că vocea Tarjei era prea puternică pentru un așa proiect și a hotărât să adauge elemente din metal.

### Angels Fall First (1996–1997)
La începutul lui 1997, toboșarul Jukka Nevalainen se alătură formației. În același timp, chitara acustică a fost înlocuită cu cea electrică. Atât decizia de a include un toboșar, cât și folosirea chitarei electrice de către Vuorinen făceau parte din ideea lui Holopainen de a schimba stilul original a formației Nightwish pentru a avea o nouă perspectivă asupra metalului, formând ceea ce Nightwish este astăzi.
În aprilie 1997 formația înregistrează în studio șapte cântece, incluzând și o versiune îmbunătățită a piesei demo „Etiäinen”. Aceste cântece pot fi găsite pe ediția limitată a albumului Angels Fall First.
În luna mai 1997, au semnat un contract cu casa de discuri finlandeză Spinefarm Records pentru două albume. Angels Fall First a fost realizat în noiembrie și a ajuns pe locul 31 în clasamentul albumelor finlandeze. Un single realizat anterior, „The Carpenter”, a primit locul 3 în clasamentul single-urilor finlandeze. „The Carpenter” este o colaborare a formației cu trupele de metal Children of Bodom și Thy Serpent.
Criticile pentru Angels Fall First erau variate. All Music Guide a evaluat albumul cu nota 2/5 și surse ca The Metal Observer au declarat că albumul de debut al formației Nightwish e în mod drastic mai palid decât munca lor precedentă. Oricum, pe Encyclopaedia Metallum, unde ascultătorul evaluează, albumul a avut o audiență medie de 91 la sută.
În decembrie 1997, după un an de activitate, a avut loc primul lor concert, în orașul lor natal. În timpul iernii 1997-1998, formația a mai apărut live doar de șapte ori, deoarece Nevalainen și Vuorinen au realizat serviciul militar obligatoriu, iar Turunen nu își terminase studiile.
În acest timp, Spinefarm Records a realizat care este potențialul trupei, și a prelungit contractul de la două albume în trei.

### Oceanborn (1998–1999)
În 1998, basistul Sami Vänskä, un prieten vechi al lui Holopainen, se alătură formației. După ce au filmat primul videoclip al formației pentru piesa „The Carpenter” de pe albumul de debut, Nightwish realizează albumul Oceanborn, ascendentul lui Angels Fall First. Albumul este mult mai tehnic și progresiv decât prima lor realizare în privința aranjamentelor și a textelor. Pe album figurează și Tapio Wilska (ex-Finntroll) la două piese („Devil and the Deep Dark Ocean” și „The Pharaoh Sails to Orion”). Oceanborn a ajuns în top 5 în clasamentul albumelor finlandeze. Primul single de pe album, „Sacrament of Wilderness”, a intrat direct pe locul 1 în clasamentul single-urilor finlandeze, unde a stat mai multe săptămâni.
Al doilea single a fost „Walking in the Air”, o preluare a piesei compozitorului Howard Blake, de pe coloana sonoră a filmului The Snowman. A fost visul lui Holopainen, de la 7 ani, de când a văzut filmul, să înregistreze piesa.
În 1999, ei înregistrează single-ul „Sleeping Sun (Four Ballads of the Eclipse)”, pentru eclipsa de soare din 11 august, vizibilă în mai multe țări din Europa. Acest single a fost vândut în 15.000 de exemplare în prima lună în Germania și conține piese ca „Sleeping Sun”, „Walking in the Air”, „Angels Fall First” și „Swanheart”. Nightwish filmează al treilea videoclip pentru „Sleeping Sun”, considerată una din cele mai bune piese ale formației împreună cu „Nemo” și „Wish I Had an Angel”. Oceanborn primește albumul de aur în august.

### Wishmaster (2000)
În 2000 Nightwish a participat la calificarea finlandeză pentru Eurovision cu piesa „Sleepwalker” (realizată mai târziu pe ediția specială Spinefarm al următorului album). Ei au terminat competiția pe locul 2. Nightwish a câștigat votul publicului, dar juriul a fost de altă părere, iar Finlanda a fost reprezentată de Nina Åström. După ce Lordi, o altă formație metal, a câștigat calificarea finlandeză și concursul Eurovision în 2006 cu piesa „Hardrock Hallelujah”, Holopainen a fost întrebat dacă Nightwish ar fi avut o prestație mai bună dacă ar fi avut șansa. El a răspuns că nu, și că e mândru de ce au făcut cei de la Lordi.
În mai realizează albumul Wishmaster care a mers direct pe locul 1 în clasamentul albumelor finlandeze, și a rămas acolo pentru trei săptămâni. În a treia săptămână, albumului i s-a atribuit globul de aur. Wishmaster a fost declarat albumul anului de revista germană Rock Hard, întrecând albumele mult așteptate ale formațiilor Iron Maiden și Bon Jovi. Albumul a fost succedat de un single promoțional, „The Kinslayer”, o piesă pe care Holopainen a scris-o despre masacrul de la liceul Columbine. În piesă figurează un dialog dintre Turunen și vocalistul Ike Vil din formația Babylon Whores.

### Over the Hills and Far Away / Century Child (2001–2003)

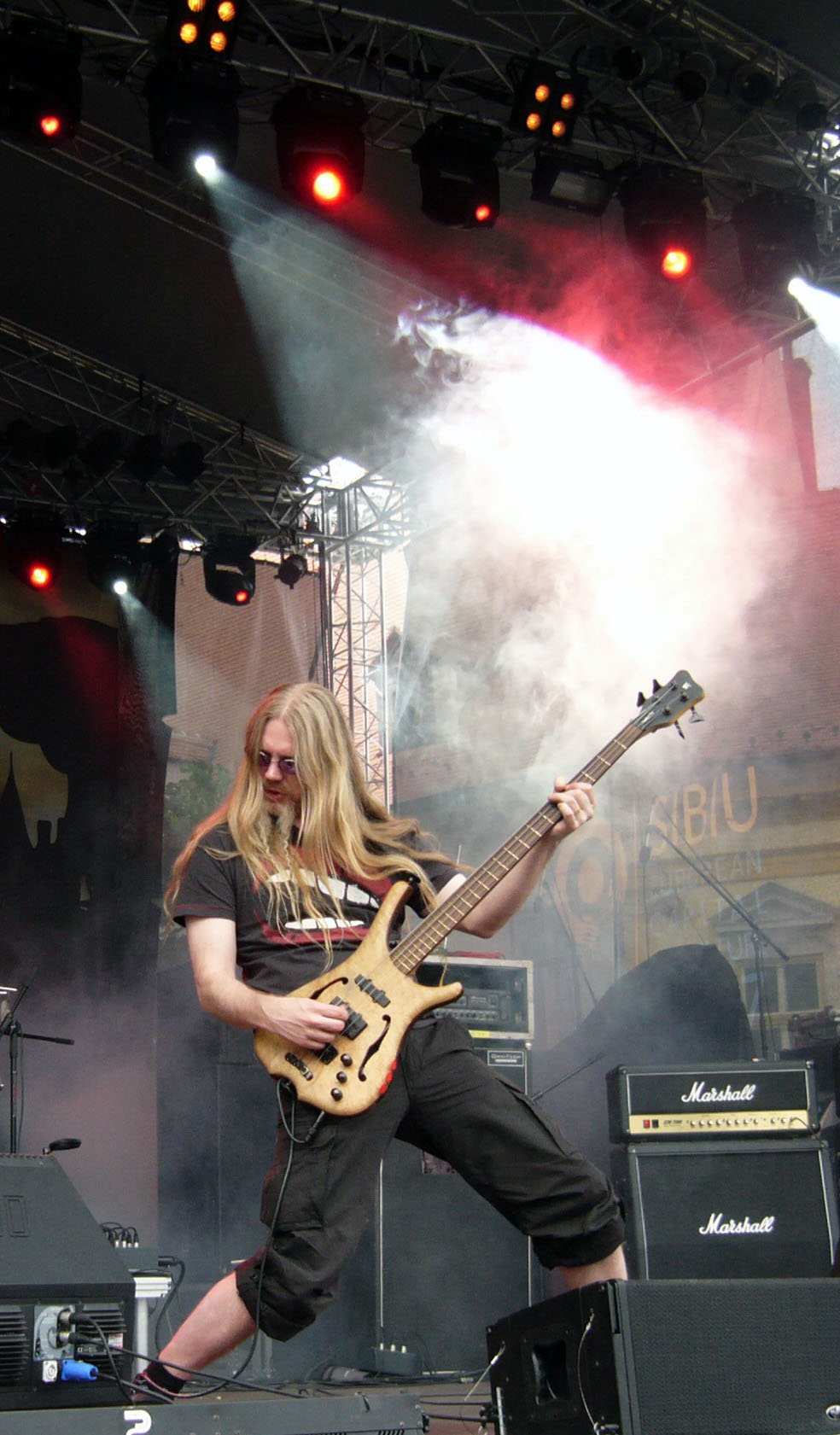
Basistul actual al lui Nightwish, Marco Hietala, care l-a înlocuit pe Sami Vänskä în 2001

În 2001, Nightwish a înregistrat piesa „Over the Hills and Far Away” (preluată de la Gary Moore), împreună cu două piese noi și prelucrarea piesei Astral Romance. Astfel a fost realizat EP-ul Over the Hills and Far Away. Înregistrarea a fost făcută împreună cu Tony Kakko (de la formația Sonata Arctica) și Tapio Wilska. Ei au realizat și un CD, DVD și o casetă video cu material live înregistrat într-un show în Tampere la 29 decembrie 2000 sub numele From Wishes to Eternity. Peste puțin timp, Sami Vänskä a fost rugat de Holopainen să părăsească formația, fiind înlocuit de Marco Hietala (Tarot, ex-Sinergy) care părăsește astfel formația Sinergy. Holopainen a spus că el și Sami Vänskä țin legătura, alungând zvonurile care spuneau că nu s-au mai întâlnit de atunci, deși nu sunt interesați să mai colaboreze.
În 2002, Nightwish realizează Century Child, și single-urile „Ever Dream” și „Bless the Child”. Diferența principală față de albumele anterioare este folosirea unei orchestre din Finlanda live la „Bless the Child”, „Ever Dream”, „Feel For You” și ”The Beauty of the Beast”, pentru a simți actualitatea muzicii clasice. Preferata fanilor este piesa „Phantom of the Opera” (versiunea formației), din melodia faimoasă cu același nume compusă de Andrew Lloyd Webber. Century Child a primit aurul la două ore după ce a fost realizat și platina după două săptămâni. Albumul a realizat un record în clasamentul albumelor finlandeze. După videoclipul „Bless the Child”, a fost înregistrat un al doilea videoclip, însă fără a fi realizat ca single. Piesa aleasă a fost „End of All Hope”, iar clipul conține secvențe din filmul finlandez Kohtalon kirja (engleză: The Book of Fate).
În 2003, Nightwish realizează al doilea DVD, intitulat End of Innocence care spune povestea formației prin cuvintele lui Halopainen și Nevalainen în două ore. Pe documentar figurează secvențe din concerte, ședințe foto, etc. Tarja s-a căsătorit în timpul verii anului 2003 și se spunea că formația a fost pe punctul de a se destrăma. Zvonurile s-au dovedit a fi false, pe măsură ce formația și-a continuat concertele și au realizat alt album.

### Once / Highest Hopes (2004–2005)
Pe 7 iunie 2004 a fost realizat alt album intitulat Once, împreună cu primul lor single, „Nemo” (în latină „nimeni”), de pe acest album. Single-ul a doborât clasamentele finlandeze și ungare, și a ajuns în top 10 în 5 țări. De aceea „Nemo” este considerat cel mai de succes single al formației.
Nouă din unsprezece piese de pe Once sunt acompaniate de orchestră. Spre deosebire de Century Child, Nightwish a decis să caute o orchestră din afara Finlandei, alegând London Session Orchestra. Once este de asemenea al doilea album pe care figurează o piesă în totalitate în finlandeză: „Kuolema tekee taiteilijan” (engleză: „Death Makes an Artist”, română: „Moartea formează artiști”).
Once a primit de trei ori discul de platină în Finlanda, unul în Germania, de aur în Suedia și a ajuns în #1 în clasamentele din Grecia, Norvegia și Ungaria. Următoarele single-uri au fost: „Wish I Had an Angel” (ce figurează pe coloana sonoră a filmului „Alone in the Dark”), „Kuolema Tekee Taiteilijan” (realizat doar în Finlanda și Japonia) și „The Siren”. În spatele succesului, Once a fost acceptat de critici, cu multe remarci pozitive (ca metalfan.nl și RockReport.be) în comparație cu Oceanborn. Succesul albumului i-a permis formației să participe la Once World Tour, care le-a oferit ocazia să viziteze multe țări în care nu au mai călătorit înainte. Nightwish a deschis ceremonia Campionatului Mondial de Gimnastică 2005 de la Helsinki, formația fiind aplaudată de publicul pe care l-au câștigat.

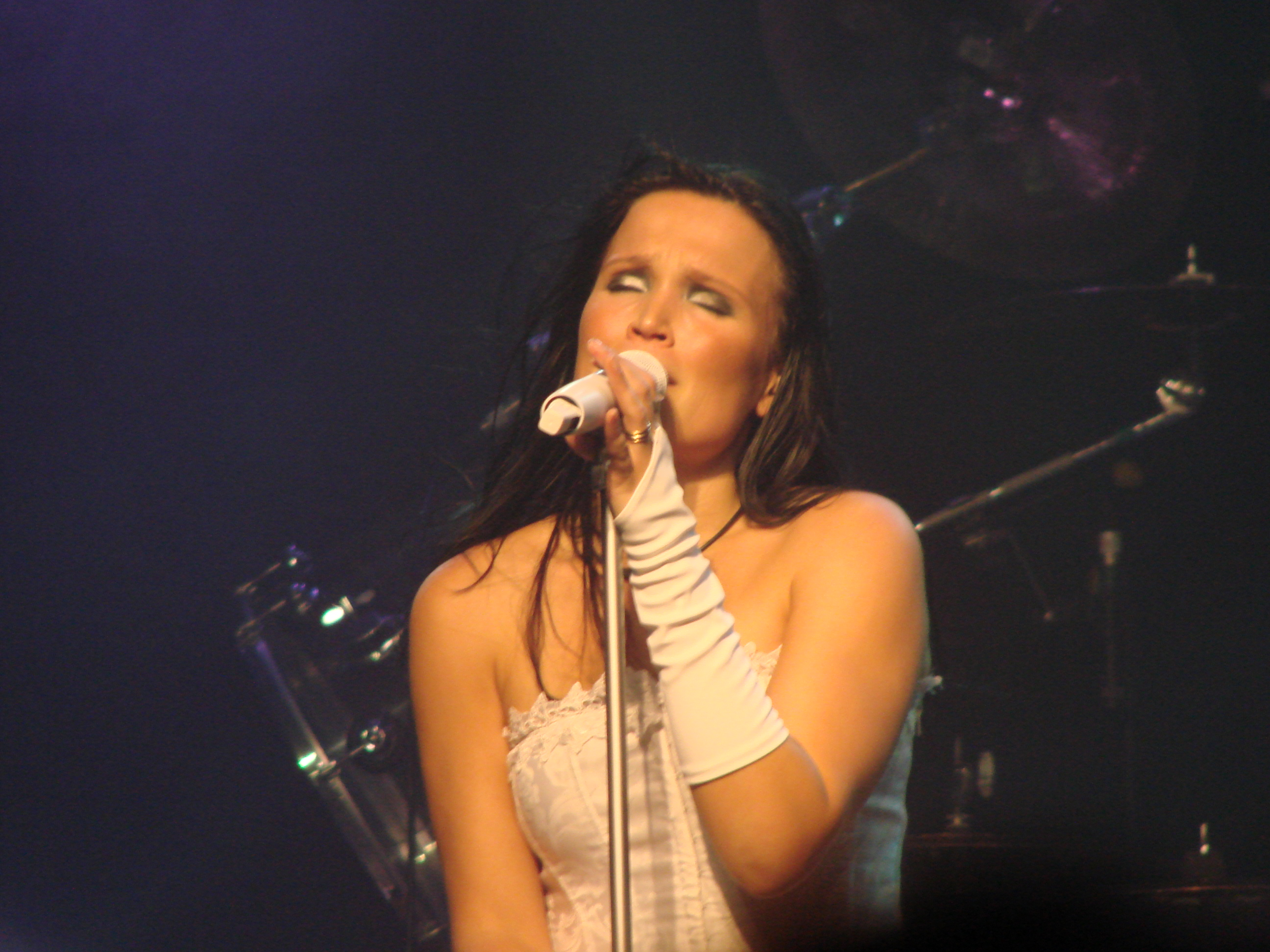
Tarja Turunen în 2008.

Albumul „Best Of” a fost realizat în septembrie 2005 și conține cântece de pe toate albumele lor. Compilația a fost intitulată „Highest Hopes” și include o preluare live a piesei „High Hopes” (de pe albumul The Division Bell al formației Pink Floyd).
Această piesă a fost prima în care Hietala cântă solo. O prelucrare a piesei „Sleeping Sun” (de pe Oceanborn) figurează pe album, care a fost de asemenea realizat ca single. Un nou videoclip pentru „Sleeping Sun” a fost filmat, prezentând o bătălie medievală, și poate fi găsită pe ediția germană a single-ului și pe un DVD separat realizat de Spinefarm.

### End of an Era (2005–2006)

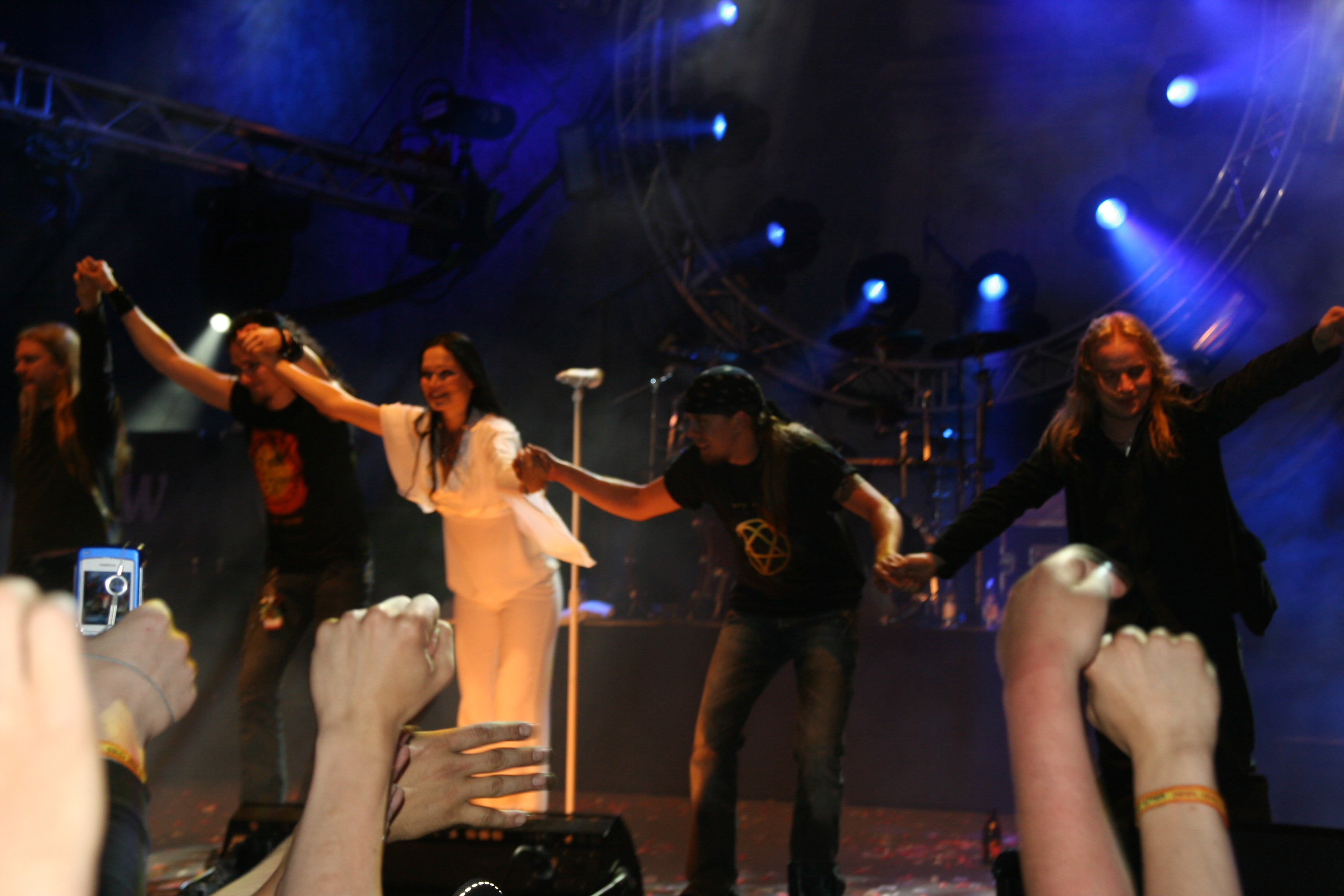
Nightwish în 2005. De la stânga la dreapta: Marco Hietala, Tuomas Holopainen, Tarja Turunen, Jukka Nevalainen și Emppu Vuorinen

După înregistrarea în Hartwall Areena (Helsinki) pe 21 octombrie 2005 a noului DVD live End of an Era (realizat în iunie 2006), patru dintre membrii formației Nightwish au decis că e mai bine să continue fără Tarja Turunen. Sentimentele lor au fost exprimate într-o scrisoare care a fost dată Tarjei de Tuomas Holopainen după concert, și apoi postat pe site-ul formației. Justificarea principală a concedierii Tarjei, dată în scrisoare, este că formația a simțit că soțul ei, Marcelo Cabuli, un om de afaceri argentinian, și interesele comerciale i-au schimbat atitudinea solistei față de formație.
Turunen a spus despre concediere că a șocat-o în întregime, ea nefiind înștiințată înainte să primească scrisoarea. Ea a declarat că atacurile personale asupra ei și a soțului său sunt nejustificate, precum și că scrisoarea deschisă publicului a fost „necugetată și crudă”. Ea și-a exprimat aceste sentimente prin scrisoarea ei proprie deschisă publicului, care a fost publicată pe site-ul ei personal, și la diferite televiziuni, reviste și interviuri pentru ziare.

### Dark Passion Play  (2006-2011)

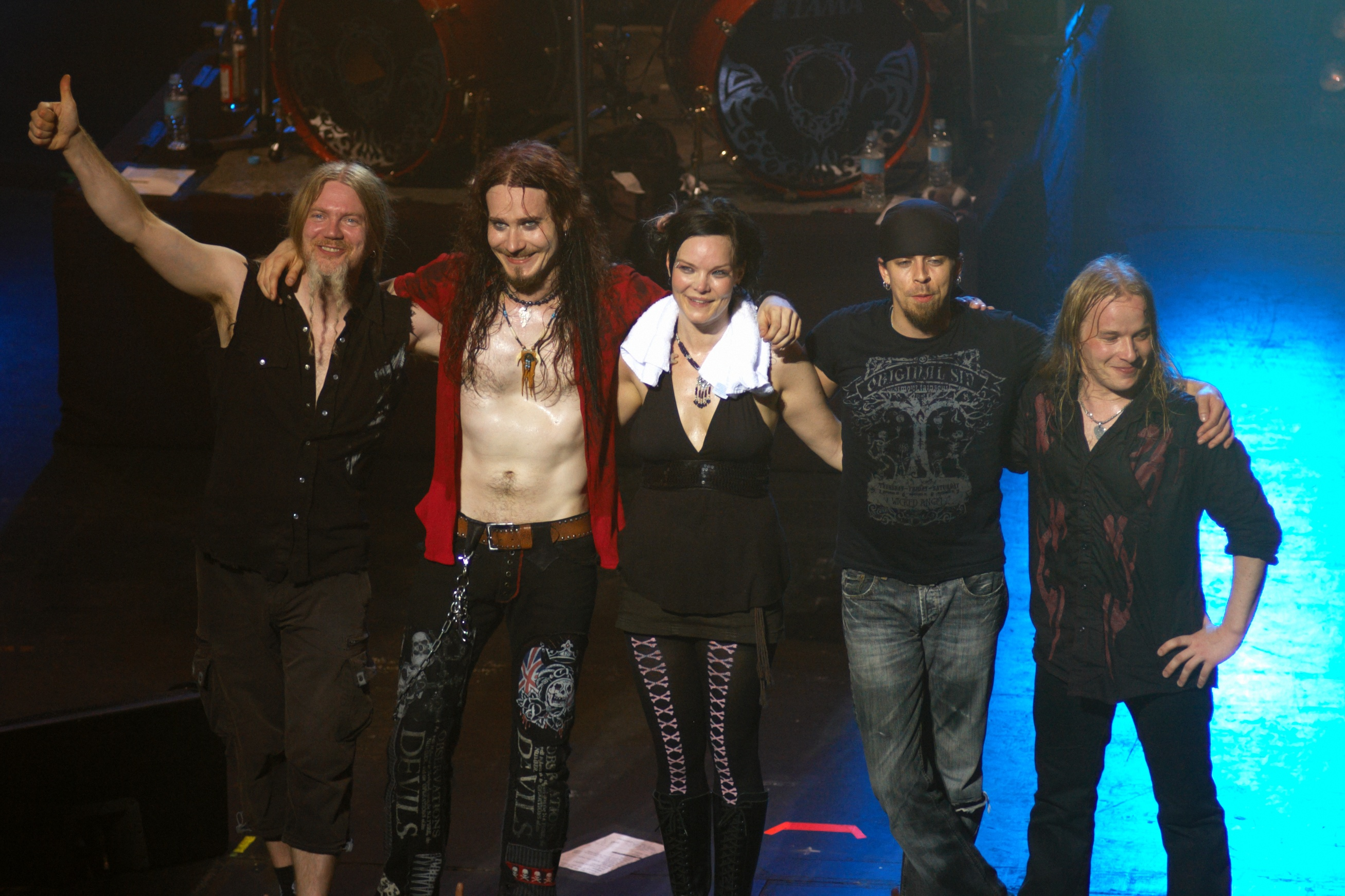
Componența formației în 2008.
De la stânga la dreapta: Marco Hietala, Tuomas Holopainen, Anette Olzon, Jukka Nevalainen și Emppu Vuorinen

Formația a intrat în studio pe 15 septembrie 2006 pentru a înregistra al șaselea album de studio al formației, Dark Passion Play. Procesul a început cu înregistrarea tobelor, chitarei, chitarei bas și clapelor, urmate de înregistrarea corului și orchestrei în Abbey Road Studios. După acestea, au fost înregistrate dispozitivele finale de sintetizare și vocile.
Pentru a găsi o înlocuitoare a Tarjei, pe 17 martie 2006 formația a permis vocalistelor interesate să trimită un demo pentru preselecție. În acest timp, apar speculații în privința identității persoanei care va fi noua vocalistă a formației. În aprilie 2007, revista heavy metal Terrorizer a raportat că Sarah Brightman va fi noua solistă, o glumă de 1 aprilie - Ziua păcălelilor. Ca răspuns la aceasta și la alte zvonuri, formația a rugat fanii să nu creadă altă sursă decât însăși formația pentru informații despre noua vocalistă.
Din același motiv, identitatea solistei a fost publicată înainte, și pe 24 mai 2007, Anette Olzon din Katrineholm, Suedia, solista de 35 ani a trupei Alyson Avenue, a fost anunțată ca înlocuitoarea Tarjei. Holopainen a declarat în interviuri că nu a dorit să dezvăluie identitatea ei, până când noul material Nightwish nu a fost lansat, deoarece nu a vrut ca fanii să o judece după o fotografie sau după trecut. 

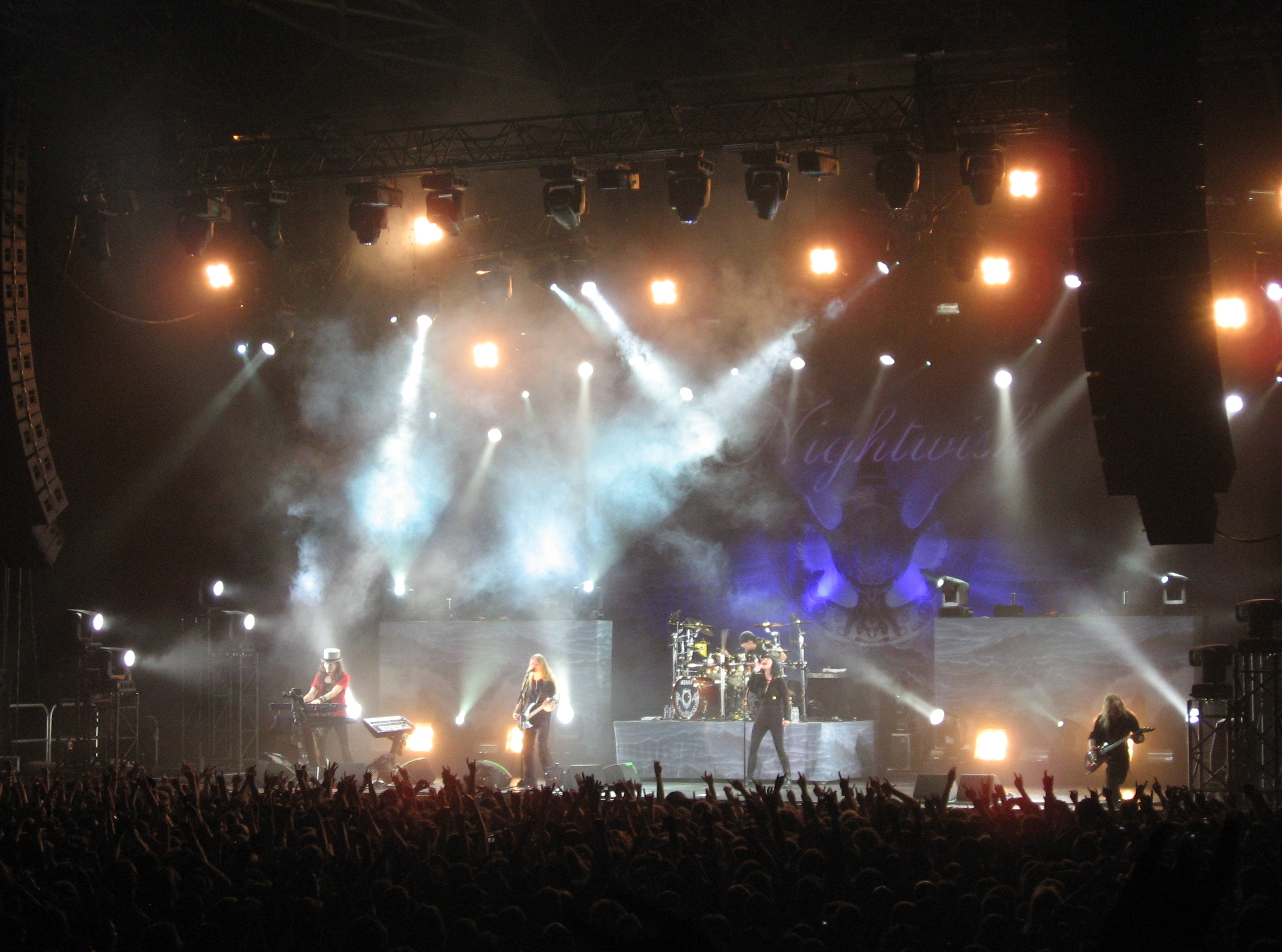
Nightwish live în Paris, Franța, pe 6 aprilie 2008

A doua zi după alegere, piesa de caritate „Eva” a fost anunțat ca primul single de pe noul album, disponibilă doar pentru descărcare. Ea a fost programată inițial pentru lansare pe 30 mai, dar, datorită unei scurgeri de pe un site britanic de download, single-ul a fost lansat pe 25 mai. Aceasta a fost prima piesă publicată (cu excepția mostrelor audio de pe site-ul formației) în care figura Olzon.
Pe 13 iunie Nightwish a făcut public numele noului album, Dark Passion Play, și coperta lui pe site-ul oficial, precum și numele și coperta celui de-al doilea single al acestui album, „Amaranth”. Single-ul, care a fost lansat în Finlanda pe 22 august, include o piesă bonus intitulată „While Your Lips Are Still Red” scrisă de Tuomas ca tema principală de pe coloana sonoră a filmului finlandez „Lieksa!”. Din punct de vedere tehnic, aceasta nu este o piesă Nightwish, deoarece îi include doar pe Marco Hietala la voce și chitară bas acustică, Tuomas Holopainen la clape și Jukka Nevalainen la tobe. Videoclipul pentru piesă (primul de pe album) a fost oficial publicat pe 15 iunie. „Amaranth” a atins aurul în Finlanda în mai puțin de două zile de la lansarea în magazine.
„Dark Passion Play” a fost lansat în toată Europa în ultima săptămână a lunii septembrie 2007, în Marea Britanie pe 1 octombrie, în S.U.A. pe 2 octombrie. Au existat trei versiuni distincte: 1) un CD cu versiunea standard și 2) o ediție specială de două CD-uri care conține o piesă bonus pe discul 1 și versiuni orchestrale pentru fiecare piesă de pe album pe discul 2 și 3) o ediție limitată de 3 CD-uri cu 2 CD-uri din versiunea a doua și cu un al treilea CD ce conține unele versiuni demo ale pieselor (de exemplu „The Poet and the Pendulum”), precum și piese bonus (de exemplu „Bye Bye Beautiful", b-side-ul de pe single „The Escapist" și „Erämaan Viimeinen”, versiunea cu voce a piesei „Last of the Wilds".. Până în momentul de față, s-au vândut aproape 1.5 milioane de exemplare ale acestui album, „Dark Passion Play” devenind, astfel, cel mai de succes album al formației. A fost cel mai bine vândut album din Scandinavia în anul 2007 și a primit de patru ori discul de platină în Finlanda, fiind vândut în peste 130.000 de exemplare, de două ori în Elveția, și câte un disc de platină în Germania și Ungaria. În Suedia, Austria și Polonia s-au înregistrat vânzări ce i-au oferit discul de aur. 

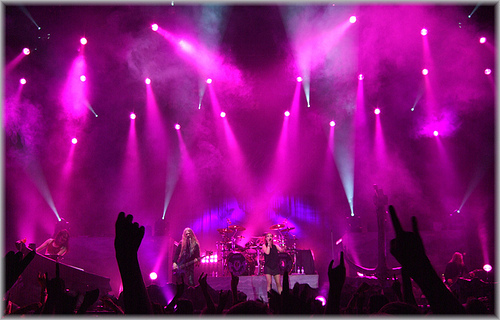
Nightwish în ultimul concert din Dark Passion Play World Tour, în Helsinki, Finlanda, (19 septembrie 2009)

În acest album, probabil din cauza plecării Tarjei, vocalistul Marco Hietala a dobândit mai multă libertate în vocalul său, cântând, cel puțin vocea de fundal, în fiecare piesă de pe album, cu excepția piesei „Eva" și „Amaranth”, fiind vocalistul formației în piese ca „The Islander”, Master Passion Greed, „While Your Lips Are Still Red” și „Reach”, (ambele piese bonus mai târziu), și interpretând refrenul în piese ca „Bye Bye Beautiful” și „7 Days to the Wolves”.
Mai multe reviste, printre care și Kerrang! au observat cum plecarea Tarjei Turunen a influențat atitudinea formației în a colabora cu alte trupe. Utilizarea celor 175 muzicieni suplimentari pentru orchestrare și părțile solo ale albumului a dus trupa să fie descrisă acum ca “Metal Epic” de multe persoane – mai ales datorită celor 14 minute cu care debutează albumul: “The Poet and The Pendulum”. Albumul a fost evaluat cu 5/5 de către Kerrang!.

### Imaginaerum  (2011-2012)
În ediția din iunie 2009 a revistei finlandeze Soundi, Holopainen a declarat că a început să lucreze la un nou album al formației Nightwish. În octombrie 2009, zvonurile despre numele noului album spuneau că titlul este Wind Embraced. Vocalista Anette Olzon a infirmat zvonurile, spunând că piesele de pe noul album nu au fost încă finalizate în totalitate, cu excepția a 3 piese scrise înainte de mai 2009.  Într-un interviu cu Troy Donockley (care a inregistrat cu trupa  Dark Passion Play), când a fost întrebat despre implicarea sa în noul album, Holopainen a declarat: "Oh da, voi cânta pe următorul album și din ce mi-a spus Tuomas, acesta va fi ceva extraordinar ... "
La 1 februarie 2010, Olzon a declarat pe blogul său că Holopainen a terminat o nouă piesă pentru noul album. Ea a declarat, de asemenea, că trupa se va întâlni în vară pentru a face un demo, iar fanii nu trebuie să se aștepte la nimic mai devreme de toamna anului 2011. Pe Nightmail în aprilie 2010, Holopainen a dezvăluit că el a terminat acum de scris melodiile pentru album, și la 2 iunie, a anunțat că a terminat de înregistrat demo-ul pre-producție. 
Trupa a anunțat la sfârșitul anului 2010 că albumul va fi lansat la sfârșitul lunii ianuarie, dar la 1 februarie, site-ul oficial dat o declarație scrisă de Holopainen, conform căreia, din cauza schimbărilor de program el nu poate da încă detalii cum el ar fi vrut, dar mai multe informații vor fi publicate după câteva luni.
Anunțurile au continuat pe tot parcursul anului 2011, dar, pe data de 10 februarie, Nightwish a anunțat pe site-ul lor că noul titlu al albumului ar fi Imaginarium. De asemenea, ei au declarat că trupa pregătește un film bazat pe album, care va fi lansat în 2012 și regizat de Stobe Harju, ce a regizat anterior videoclipul pentru "The Islander".  La 22 august 2011, trupa a anunțat pe site-ul lor oficial că albumul Imaginarium va fi lansat la sfârșitul anului. La 31 august, Nightwish a anunțat pe site-ul lor decizia de a schimba titlul Imaginarium în Imaginaerum "În scopul de a evita confuziile cu diverse lucruri numite "Imaginarium". Apoi, pe 2 septembrie, Nightwish a anunțat că noul single numit Storytime va fi lansat vineri, 11 noiembrie și, la 9 septembrie, Nightwish a dezvăluit cover-ul, tracklist-ul și comentariile scrise de Tuomas.

### Demisia lui Olzon

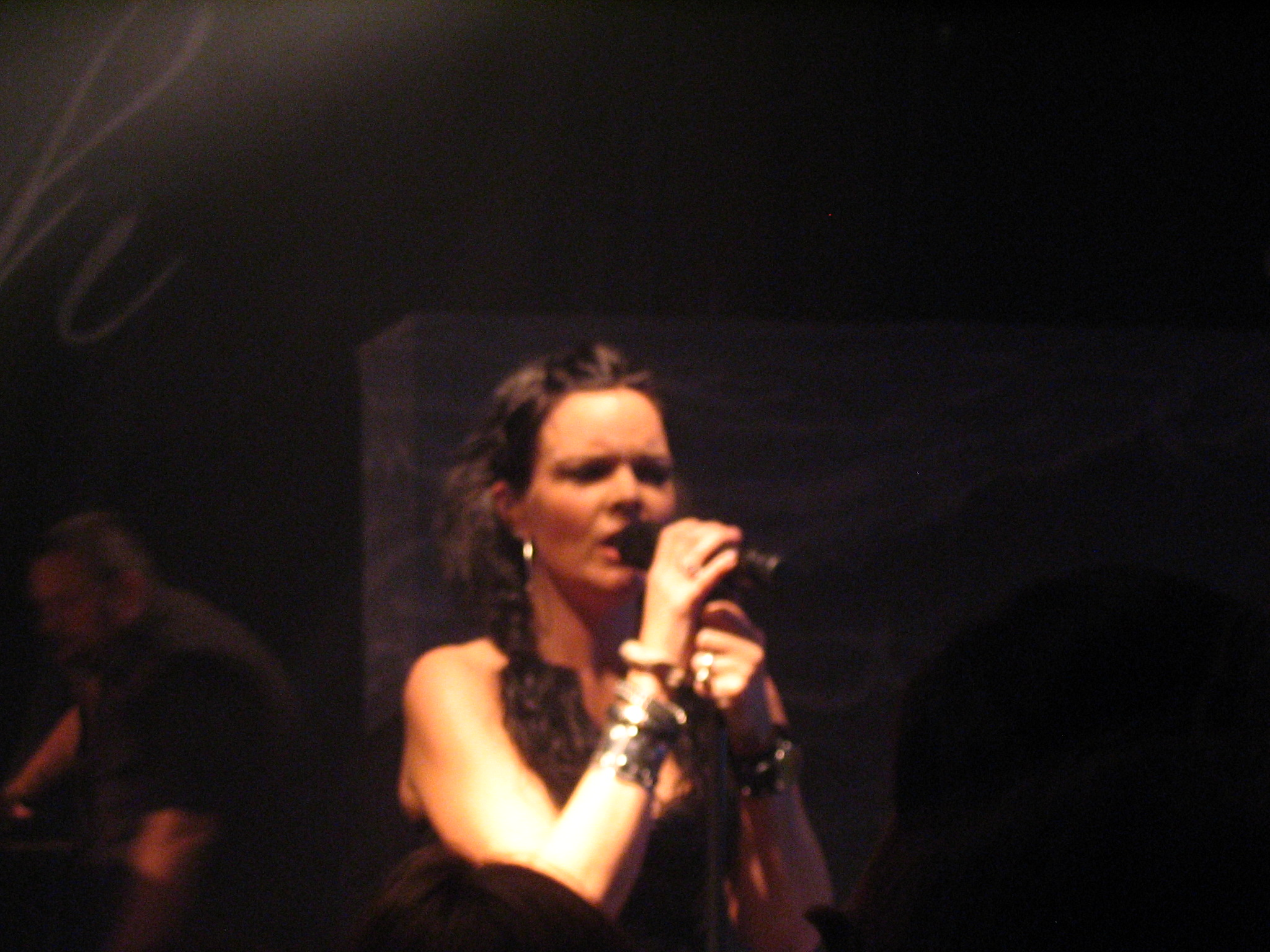
Anette Olzon în Springfield, VA, SUA, pe data de 15 octombrie 2007.

La 1 octombrie, Nightwish a anunțat pe pagina lor de Facebook, că se despart de Olzon. Acest anunț a venit la câteva zile după ce Olzon s-a îmbolnăvit și a fost în imposibilitatea de a mai cânta. Nightwish a folosit cântăreți de la trupa din deschidere, Kamelot. Olzon și-a exprimat mai târziu dezamăgirea, spunând: "Nu am fost niciodată întrebată dacă a fost bine că i-au folosit pe Elize și pe Alissa în show-ul de vineri noapte [...] Eu nu cred că decizia luată de ei a fost o decizie bună, și îmi pare rău pentru cei care au venit să vadă toată trupa, dar au văzut altceva. Dar am fost foarte bolnavă și această decizie nu a fost a mea. " Potrivit declarației, Floor Jansen, va cânta pentru Imaginaerum World Tour.
La 11 ianuarie 2013, Olzon a anunțat pe blogul său oficial că este însărcinată cu al treilea copil. Acesta a fost un factor care a contribuit la concediere. Apoi, trupa a  declarat pe sit-ul ei că motivul concedierii spus de Olzon și alte declarații făcute de ea erau false, și că Olzon însăși a fost de acord pentru a ajuta la găsirea unui înlocuitor în timp ce ea a fost în concediu de maternitate. Mai târziu, Olzon a dat mai multe interviuri în care a spus că nu a fost de acord cu o înlocuire, chiar și atunci când ea era însărcinată, propunând amânarea turneului. Acest lucru ar fi culminat cu concedierea ei. Ea a adăugat, de asemenea, că a fost împotriva înlocuirii ei de către Jansen în timpul concediului de maternitate, în principal din cauza diferenței de stiluri vocale.

### Următorul album studio, sosirea lui Floor Jansen și a lui Troy Donockley, pauza temporară a lui Nevalainen (2013-prezent)
La 9 octombrie 2013, Nightwish a anunțat că Floor Jansen o va înlocui permanent pe Olzon. Troy Donockley a fost, de asemenea, anunțat ca un membru permanent, ceea ce face ca trupa să devină un sextet pentru prima dată. În conformitate cu pagina de internet a trupei, al optulea album va fi lansat în 2015. Acest album este setat pentru a conține cea mai lungă melodie până în prezent a trupei Nightwish.
La sfârșitul lunii noiembrie 2013, trupa a lansat albumul live Showtime, Storytime. Albumul conține un documentar care arată imagini din spatele scenei, prima zi a lui Jansen în trupă, și procesul de înlocuire a lui Olzon.
La 6 august 2014, trupa a anunțat că membrul fondator și bateristul Jukka Nevalainen nu va face parte din noul album, din cauza insomniei sale. Kai Hahto i-a luat locul în album, iar înlocuirea lui în turneele viitoare va fi anunțată.

## Muzica

### Influențe
Tuomas Holopainen, autorul muzicii și versurilor formației, spune că sursa lui de inspirație pentru cele mai multe din piesele Nightwish este muzica de film. Cântece ca „Beauty of the Beast” (de pe albumul Century Child) și „Ghost Love Score” (de pe Once) sunt exemple ale acestei influențe. Alte cântece, ca de exemplu „Romanticide” și „Wish I Had an Angel” (ambele de pe Once) au elemente evocatoare de muzică techno. Holopainen a menționat muzica de film este și cea pe care o ascultă acasă. Îi place de exemplu muzica lui Van Helsing și Crimson Tide, și aproape tot ce este scris de Hans Zimmer.
Pe de altă parte, Nightwish servește ca sursă de inspirație pentru alte formații. Simone Simons, solista formației Epica, a declarat că a început să cânte datorită formației. Fosta cântăreață a formației Visions of Atlantis, Nicole Bogner, a recunoscut că primul lor album a fost inspirat din belșug de Nightwish. Sander Gommans din After Forever a spus că formația Nightwish "va influența cu siguranță crearea pieselor noi". Solistul formației Power metal Sonata Arctica, Tony Kakko, a explicat în repetate rânduri cât de mult Nighwish l-a influențat.

### Stilul muzical
O definiție exactă a stilului muzical al formației este disputată. Nightwish a fost menționată ca parte a genurilor gothic metal, symphonic metal și power metal.
Definiția de metal symphonic este bazată pe armonia dintre instrumentele formației și stilurile vocale de muzică clasică și de film. Imaginația și fantezia înălțătoare, atmosferele epice, vocea ridicată, chitara și solo-urile de pian și stilul muzical melodic rapid al muzicii Nightwish, în special pe primele trei albume, îi plasează în genul power metal, asemănător cu alte formații finlandeze ca Sonata Arctica și Stratovarius.
Indexul de Metal gothic este adesea folosit de reviste ca Kerrang, la fel ca multe din piesele Nightwish, în special cele de pe ultimele albume, care sunt sumbre, întunecoase, neobișnuit pentru power metal, iar fanii l-au perceput ca gotic și metal. Vocea unei soprane în formație este de asemenea rară în power metal, și are mai multe în comun cu metalul gothic ca Tristania și Theatre of Tragedy.
Tuomas Holopainen a descris odată muzica lor ca "heavy metal melodic cu o voce feminină".
O nouă eră în stilul muzical al formației a început cu Century Child care a fost dezvoltat ulterior cu Once. Chitarele au fost simplificate până la un sunet ritmic coborât, la un hard rock, mai modern decât vechiul power metal melodic, iar vocea Tarjei a devenit mai aproape de standardul vocilor cântărețelor de rock. Multe piese au fost influențate de vocea bărbătească a noului basist Marco Hietala. Într-un interviu, Tuomas Holopainen a spus că noul album va avea multe în comun cu ultimul album (Once). De exemplu, formația va păstra oarecum cântecele puternice (ca „Nemo”, „Wish I Had an Angel” și „Planet Hell”), dar vor fi și câteva balade. Noul album include mulți muzicieni invitați și părți orchestrale - în același interviu, Tuomas a spus că ei au înregistrat Once cu 18 oameni în cor, care nu erau suficienți.

## Membri

### Actuali
| Poza | Numele                | Activitatea    | Instrumente                                  | Note                           |
| ---- | --------------------- | -------------- | -------------------------------------------- | ------------------------------ |
|      | Tuomas Holopainen     | 1996 - 2020    | Clape, compoziție, voce în Angels Fall First | Fondatorul formației           |
|      | Erno "Emppu" Vuorinen | 1996 - prezent | Chitară, Chitară bas în Angels Fall First    | ---                            |
|      | Kai Hahto             | 2019 - prezent | Tobe                                         | ---                            |
|      | Marco Hietala         | 2001 - 2021    | Chitară bas, Voce                            | Înlocuitorul lui Sami Vänskä.  |
|      | Troy Donockley        | 2007 - prezent | Pipe irlandeze, thin whistle, back vocal     | ---                            |
|      | Floor Jansen          | 2012 - prezent | Voce                                         | Înlocuitoarea lui Anette Olzon |

### Plecați
| Numele            | Activitatea | Instrumente   | Note                                                   |
| ----------------- | ----------- | ------------- | ------------------------------------------------------ |
| Tarja Turunen     | 1996 - 2005 | Voce          | Concediată după concertul „End of an Era”              |
| Samppa Hirvonen   | 1997        | Chitară bas   | Doar live. Solistul și basistul formației Division 19. |
| Marjaana Pellinen | 1997        | Clape și Voce | Doar live                                              |
| Sami Vänskä       | 1998 - 2001 | Chitară bas   | Înlocuit de Marco Hietala.                             |
| Anette Olzon      | 2007 - 2012 | Voce          |                                                        |
| Jukka Nevalainen  | 1997 - 2019 | Tobe          | Inlocuit de Kai Hahto                                  |

### Invitați
| Ani                  | Nume                      | Albume / Piese                                                                           | Instrument                          | Alte formații         |
| -------------------- | ------------------------- | ---------------------------------------------------------------------------------------- | ----------------------------------- | --------------------- |
| - 1998 - 2000 - 2001 | Tapio "Tonquemada" Wilska | - Oceanborn (1998) - Over the Hills and Far Away (2000) - From Wishes to Eternity (2001) | - Voce                              | - Sethian - Finntroll |
| - 2000               | Sam Hardwick              | - Dead Boy's Poem (2000)                                                                 | - Voce                              | ---                   |
| - 2000 - 2001        | Tony Kakko                | - Over the Hills and Far Away (2000) - From Wishes to Eternity (2001)                    | - Voce                              | - Sonata Arctica      |
| - 2000               | Ike Vil                   | - The Kinslayer (2000)                                                                   | - Voce                              | - Babylon Whores      |
| - 2004 - 2006        | John Two-Hawks            | - Once (2004) - End of an Era (2006)                                                     | - Voce - Flaut originar din America | - John Two-Hawks      |
| - 2004 - 2007        | London Session Orchestra  | - Once (2004) - Dark Passion Play (2004)                                                 | - Orchestră                         | ---                   |
| - 2007               | Troy Donockley            | - Dark Passion Play (2007)                                                               | - Cimpoi - Fluier de tinichea       | ---                   |
| - 2007               | Phil Anselmo              | - The Poet and the Pendulum (2007)                                                       | - Voce                              | - Pantera - Down      |
| - 2007               | Nollaig Kasey             | - Dark Passion Play (2007)                                                               | - Vioară irlandeză                  | ---                   |
| - 2007               | Senni Eskilinen           | - Dark Passion Play (2007)                                                               | - Kantele                           | ---                   |
| - 2007               | Jonsu                     | - Erämaan viimeinen (2007)                                                               | - Voce                              | - Indica              |

## Discografie

### Albume
| Titlul                       | Data realizării        | Tip   | Casa de discuri                      |
| ---------------------------- | ---------------------- | ----- | ------------------------------------ |
| Angels Fall First            | 1 noiembrie 1997       | Album | Century Media, Spinefarm             |
| Oceanborn                    | 7 decembrie 1998       | Album | Century Media, Drakkar, Spinefarm    |
| Wishmaster                   | 19 mai 2000 (Finlanda) | Album | Century Media, Drakkar, Spinefarm    |
| Century Child                | 24 mai 2002            | Album | Century Media, Spinefarm             |
| Once                         | 7 iunie 2004           | Album | Nuclear Blast, Roadrunner, Spinefarm |
| Dark Passion Play            | 26 septembrie 2007     | Album | Nuclear Blast, Roadrunner, Spinefarm |
| Imaginaerum                  | 30 noiembrie 2011      | Album | Nuclear Blast, Roadrunner            |
| Endless Forms Most Beautiful | 27 martie 2015         | Album | Nuclear Blast Records                |
| Human. :II: Nature.          | 2020                   | Album | Nuclear Blast Records                |

### Compilații
| Titlul                                   | Data realizării   | Casa de discuri    |
| ---------------------------------------- | ----------------- | ------------------ |
| Wishmastour 2000                         | 2001              | XIII Bis Records   |
| Tales from the Elvenpath                 | 2004              | Drakkar            |
| Bestwishes                               | 2005              | Toy's Factory      |
| Highest Hopes                            | 2005              | Spinefarm          |
| The Sound of Nightwish Reborn            | 2 septembrie 2008 | Roadrunner Records |
| Walking in the Air: The Greatest Ballads | 21 mai 2011       | Drakkar Records    |

### Albume live
| Titlul                  | Data realizării                                    |
| ----------------------- | -------------------------------------------------- |
| From Wishes to Eternity | 2001                                               |
| End of an Era           | 1 iunie 2006 (Finlanda) și 2 iunie 2006 (Germania) |
| Made in Hong Kong       | 1 martie 2009                                      |
| Showtime, Storytime     | 29 noiembrie 2013                                  |

### Single-uri
| Titlul                                       | Anul realizării | Album               | Case de discuri          | Note                                                            |
| -------------------------------------------- | --------------- | ------------------- | ------------------------ | --------------------------------------------------------------- |
| „The Carpenter”                              | 1997            | Angels Fall First   | Spinefarm                | Colaborare cu Children of Bodom și Thy Serpent                  |
| „Sacrament of Wilderness”                    | 1998            | Oceanborn           | Spinefarm                | Colaborare cu Darkwoods My Betrothed și Eternal Tears of Sorrow |
| „Passion and the Opera”                      | 1998            | Oceanborn           | Drakkar                  | Doar promoțional.                                               |
| „Walking in the Air”                         | 1999            | Oceanborn           | Spinefarm                | ---                                                             |
| „Sleeping Sun (Four Ballads of the Eclipse)” | 1999            | Oceanborn           | Spinefarm                | ---                                                             |
| „The Kinslayer”                              | 2000            | Wishmaster          | Drakkar                  | Doar promoțional.                                               |
| „Deep Silent Complete”                       | 2000            | Wishmaster          | Spinefarm                | ---                                                             |
| „Ever Dream”                                 | 2002            | Century Child       | Spinefarm                | ---                                                             |
| „Bless the Child”                            | 2002            | Century Child       | Drakkar, Spinefarm       | ---                                                             |
| „Nemo”                                       | 2004            | Once                | Nuclear Blast, Spinefarm | ---                                                             |
| „Wish I Had an Angel”                        | 2004            | Once                | Nuclear Blast, Spinefarm | ---                                                             |
| „Kuolema tekee taiteilijan”                  | 2004            | Once                | Spinefarm                | ---                                                             |
| „The Siren”                                  | 2005            | Once                | Nuclear Blast, Spinefarm | ---                                                             |
| „Sleeping Sun”                               | 2005            | Oceanborn           | Spinefarm                | ---                                                             |
| „Eva”                                        | 2007            | Dark Passion Play   | Nuclear Blast            | Single doar pe internet.                                        |
| „Amaranth”                                   | 2007            | Dark Passion Play   | Nuclear Blast, Spinefarm | ---                                                             |
| „Bye Bye Beautiful"                          | 2008            | Dark Passion Play   | Nuclear Blast, Spinefarm | ---                                                             |
| „The Islander"                               | 2008            | Dark Passion Play   | Nuclear Blast, Spinefarm | ---                                                             |
| „Storytime"                                  | 2011            | Imaginaerum         | Nuclear Blast            | ---                                                             |
| „The Crow, the Owl and the Dove"             | 2012            | Imaginaerum         | Nuclear Blast            | ---                                                             |
| „Ghost Love Score (Live)"                    | 2013            | Showtime, Storytime | Nuclear Blast            | ---                                                             |
| „Storytime (Live)"                           | 2013            | Showtime, Storytime | Nuclear Blast            | ---                                                             |
| Élan                                         | 2015            |                     |                          |                                                                 |
| Endless Forms Most Beautiful                 | 2015            |                     |                          |                                                                 |
| Alpenglow                                    | 2015            |                     |                          |                                                                 |
| My Walden                                    | 2016            |                     |                          |                                                                 |
| Noise                                        | 2020            |                     |                          |                                                                 |
| Harvest                                      | 2020            |                     |                          |                                                                 |

### Preluări
| - "Where Were You Last Night" de Ankie Bagger (pe single-ul "Wish I Had an Angel") - "High Hopes (preluare Live)" de Pink Floyd (pe compilația Highest Hopes) - "Walking in the Air", piesa din The Snowman de Howard Blake (pe albumul Oceanborn) - "Phantom of the Opera" de Andrew Lloyd Webber (pe albumul Century Child) - "Symphony of Destruction (preluare Live)" de Megadeth (pe single-ul "The Siren") - "Over the Hills and Far Away" de Gary Moore (pe EP-ul Over the Hills and Far Away) - "Crimson Tide (preluare Live)" de Hans Zimmer (pe albumul live From Wishes to Eternity) - "Deep Blue Sea (preluare Live)" de Trevor Rabin (pe albumul live From Wishes to Eternity) | - "Crazy Train" de Ozzy Osbourne - "Wild Child" de W.A.S.P. (apare pe DVD-ul End of Innocence) - "Don't Talk to Strangers" de Dio |